# Victoria Barnes
Victoria Barnes, née Williamson le 15 septembre 1993 à Hevingham, est une coureuse cycliste britannique, spécialiste de la piste .

## Biographie
Victoria Williamson commence sa carrière sportive en pratiquant l'athlétisme. Grâce au programme britannique Girls4Gold , elle se dirige à 15 ans vers le cyclisme et elle est rapidement inclus dans le programme de développement olympique de la Fédération (Olympic Cycling Development Programme). Elle se spécialise sur les épreuves de vitesse sur piste et devient championne de Grande-Bretagne de vitesse juniors (17/18 ans) en 2010.
La même année, elle est vice-championne d'Europe junior de Victoria Williamson à Saint-Pétersbourg. L'année suivante, elle remporte également aux championnats d'Europe sur piste juniors trois médailles d'argent : dans le contre-la-montre sur 500 mètres, la vitesse et la vitesse par équipes (avec Jessica Crampton). Cette même année, elle devient à Moscou vice-championne du monde des juniors en vitesse. En 2012, elle termine deuxième du championnat d'Europe de vitesse par équipes espoirs (moins de 23 ans) avec Rebecca James. Au championnat national, elle s'adjuge trois médailles d'argent.
À partir de 2013, elle participe aux compétitions élites à l'échelle internationale. Dès ses premiers championnats du monde à Minsk, elle gagne sa première médaille en terminant avec Rebecca James troisième de la vitesse par équipes.
En janvier 2016, elle est victime d'une lourde chute lors du keirin des Six jours de Rotterdam. Elle est entrée en collision avec la Néerlandaise Elis Ligtlee avant de tomber. Son bassin et plusieurs vertèbres sont fracturés et elle a subi de profondes lacérations. Ligtlee a une commotion cérébrale et une fracture de la pommette. Par la suite, la course est arrêtée. Les craintes initiales d'une paralysie de Williamson ne sont plus d'actualité.
Les séquelles de sa chute sont une perte de sensation dans sa jambe gauche, sa jambe de départ sur le vélo,  due à un nerf coincé. Pendant cette période, elle épouse Oliver Barnes et prend le nom de son mari. Son objectif était de terminer sa réadaptation d'ici la fin de janvier 2018 et participer aux Jeux du Commonwealth de 2018, mais elle ne s'est pas remise à temps,. 
En janvier 2019, elle reprend la compétition après sa grave blessure. Elle obtient la médaille de bronze en vitesse par équipes aux championnats de Grande-Bretagne sur piste.

## Palmarès

### Championnats du monde
| Édition / Épreuve              | 500 mètres | Keirin | Vitesse individuelle | Vitesse par équipes         |
| Moscou 2011 (juniors)          |            |        | Bronze               |                             |
| Minsk 2013                     | 11e        | 12e    | 1/16e de finales     | Bronze (avec Rebecca James) |
| Cali 2014                      | 10e        | 21e    | 1/8e de finales      |                             |
| Saint-Quentin-en-Yvelines 2015 | 15e        |        | 1/8e de finales      | 8e                          |
| Pruszków 2019                  | 22e        |        |                      | 14e                         |

### Coupe du monde
- 2013-2014
  - 2e de la vitesse par équipes à Manchester
  - 3e de la vitesse par équipes à Guadalajara

### Championnats d'Europe
| Édition / Épreuve                | 500 mètres | Keirin | Vitesse individuelle | Vitesse par équipes |
| Saint-Pétersbourg 2010 (juniors) |            | Argent | Argent               |                     |
| Saint-Pétersbourg 2010 (espoirs) |            |        |                      | Argent              |
| Anadia 2011 (juniors)            | Argent     |        | Argent               | Argent              |
| Anadia 2012 (espoirs)            |            |        |                      | Argent              |
| Anadia 2013 (espoirs)            |            |        |                      | Bronze              |
| Athènes 2015 (espoirs)           |            |        | Bronze               | Argent              |

### Championnats de Grande-Bretagne
- 2010
  -  Championne de Grande-Bretagne de vitesse juniors
- 2011
  - 3e du keirin
  - 3e de la vitesse
- 2012
  - 2e du 500 mètres
  - 2e du keirin
  - 2e de la vitesse
- 2013
  - 2e du 500 mètres
  - 2e de la vitesse
  - 2e de la vitesse par équipes
- 2014
  - 2e du 500 mètres
  - 2e de la vitesse par équipes
  - 3e de la vitesse
- 2015
  - 2e du 500 mètres
  - 2e de la vitesse par équipes
  - 3e de la vitesse
- 2019
  - 3e de la vitesse par équipes